# 김동우 (아나운서)
김동우(1962년 6월 2일 ~ )는 KBS의 전 아나운서다. 1987년 KBS 14기로 입사했고 2022년 정년 퇴직했다. 본인이 스스로 낸 보도자료로는, 4살에 한글을, 6살에 천자문을 깨쳐서 신동으로 명성이 자자했다고 한다.

## 경력
- 2000년 10월 : 대한민국 ROTC 중앙회 상임이사
- 2001년 6월 : 한국백혈병소아암협회 명예이사
- 2001년 : KBS창원방송총국 아나운서부 부장
- 2009년 1월 : KBS포항방송국 국장
- 2011년 : KBS 아나운서실 위원
- 2013년 : 대한체육회 홍보위원
- 2013년 : KBS 아나운서실 아나운서1부 부장 역임
- 2016년 3월 ~ : 대한민국 ROTC 중앙회 부회장
- 2020년 ~ 2021년 : KBS 아나운서실 부팀장
- 2026년 1월 1일 ~ : KBS N 스포츠 프리랜서 캐스터

## 방송
- KBS 1TV 《KBS 뉴스 (1200)》(1989년 4월 2일 ~ 1990년 12월 30일) 일요일
- KBS 2TV : 《가족오락관》(남성팀 게스트 : 1995년 2월 17일)
- KBS 1TV 《KBS 뉴스 (0600)》(1997년 3월 2일 ~ 1997년 11월 30일) 일요일
- KBS 2TV : 《도전! 주부가요스타》 (1997년 5월 24일 ~ 1997년 10월 18일)
- 2000년 시드니 올림픽 중계방송
- KBS 2TV : 《도전! 주부가요스타》 (2005년 11월 5일 ~ 2009년 1월 3일)
- TV클리닉 당신의 건강은?
- 스포츠현장
- 카네이션 기행
- KBS 1TV : 《TV쇼 진품명품》 (2013년 11월 10일 ~ 2014년 8월 10일)
- KBS 1TV : 《KBS 스포츠 9》 (2017년 10월 12일 ~ 2017년 10월 13일, 2017년 10월 20일, 2017년 10월 26일, 2017년 10월 30일)

## 상훈
- KBS 우수 프로그램 진행상
- 대통령 표창
- 한국가요발전 공로대상